# 1881 في المملكة المتحدة
فيما يلي قوائم الأحداث التي وقعت خلال عام 1881 في المملكة المتحدة.

## سياسة

### انتهاء فترة المنصب
- 19 أبريل – بينجامين دزرائيلي زعيم معارضة.

## رياضة
- 1 يناير – بطولة ويمبلدون 1881

## مواليد

### يناير
- 1 يناير – أرون جونز لاعب كرة قدم من المملكة المتحدة.
- 9 يناير – لاسيلس أبركرمبي
- 17 يناير – رادكليف براون

### مارس
- 9 مارس – إرنست بفين

### أبريل
- 8 أبريل – سام كينيدي
- 16 أبريل – إدوارد وود سياسي بريطاني.
- 18 أبريل – فريدريك هاملين درّاج طريق من المملكة المتحدة.

### يوليو
- 3 يوليو – هوراس بيلي لاعب كرة قدم إنجليزي.
- 22 يوليو – مابل بارتون لاعبة كرة مضرب بريطانية.

### أغسطس
- 2 أغسطس – دورا بوثبي
- 5 أغسطس – ستيفن هوبهاوس
- 19 أغسطس – هوارد كينغسلي وود سياسي بريطاني.

### سبتمبر
- 11 سبتمبر – جيمس بيلامي لاعب ومدرب كرة قدم إنجليزي.
- 12 سبتمبر – دانيال جونز
- 16 سبتمبر – مايج سايرس متزلجة فنية من المملكة المتحدة.
- 18 سبتمبر – آرثر مانيرينغ تيندال

### نوفمبر
- 26 نوفمبر – ليو سميث

### ديسمبر
- 6 ديسمبر – هيلين أيتشيسون لاعبة كرة مضرب بريطانية.
- 13 ديسمبر – ألبرت أوستن ممثل إنجليزي.
- 26 ديسمبر – توماس لويس

## وفيات

### فبراير
- 3 فبراير – جون غولد (مواليد 1804)
- 5 فبراير – توماس كارليل (مواليد 1795)

### أبريل
- 19 أبريل – بينجامين دزرائيلي (مواليد 1804)
- 20 أبريل – ويليام بورجس (مواليد 1827) مصمم ومهندس معماري بريطاني.